# Isole Arginuse
Nell'antichità classica, le Arginuse (Arginusae in latino, Ἀργινοῦσαι Arginoûsai oppure Ἀργινοῦσσαι Arginoûssai in greco antico) erano tre isole al largo della penisola di Dikili, sulle coste della moderna Turchia, celebri per essere state il teatro della battaglia delle Arginuse.
Ad oggi soltanto due delle tre isole rimangono tali, dopo che la terza e più grande delle tre si è unita alla terraferma diventando un promontorio, vicino al moderno villaggio di Bademli.
Le tre isole sono:
- Garip (in turco Garip Adası, letteralmente "isola strana")
- Kalem (in turco Kalem Adası, letteralmente "isola-penna")
- penisola o promontorio di Kane (in turco Kane Yarımada), che nell'antichità era l'isola di Argennusa, sede dell'antica città di Canae.